# Кантвел (Аљаска)
Кантвел (енгл. Cantwell) насељено је место без административног статуса у америчкој савезној држави Аљаска.

## Демографија
По попису из 2010. године број становника је 219, што је 3 (-1,4%) становника мање него 2000. године.
| Група             | 2000.       | 2010.       |
| Белци             | 145 (65,3%) | 167 (76,3%) |
| Афроамериканци    | 1 (0,5%)    | 1 (0,5%)    |
| Азијати           | 4 (1,8%)    | 0 (0,0%)    |
| Хиспаноамериканци | 3 (1,4%)    | 3 (1,4%)    |
| Укупно            | 222         | 219         |